# مشاهير الإنترنت

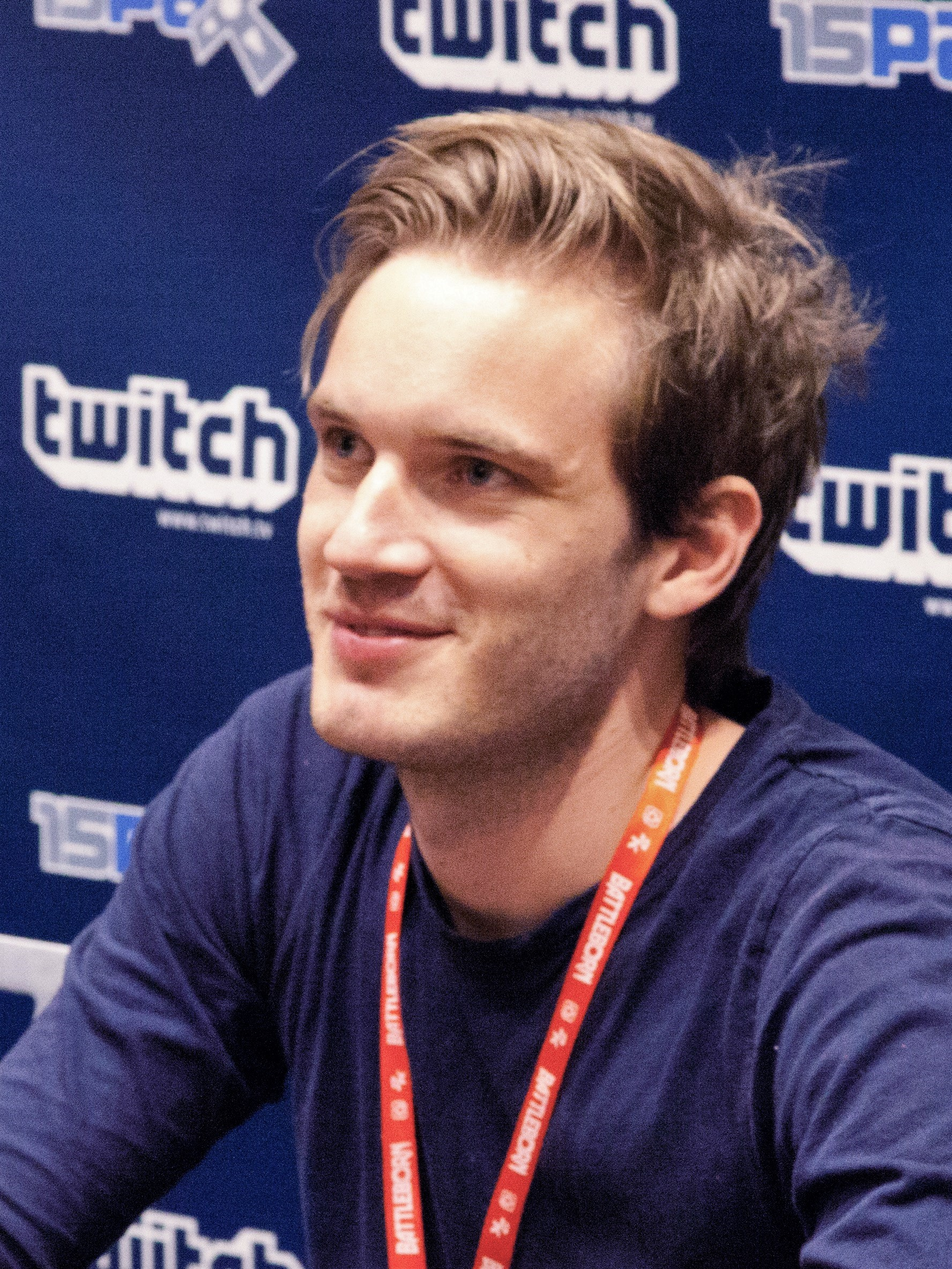

مشاهير الإنترنت (بالإنجليزية: Internet celebrity)‏ هم الأشخاص الذين أصبحوا مشاهير عن طريق الإنترنت.

## عالميا
- جاستن بيبر هو مغني بوب/ريذم أند بلوز كندي مقيم في أتلانتا، جورجيا في الولايات المتحدة ولد في 1 مارس 1994 بدأ الغناء عام 2009 كانت بدايته في الغناء عن طريق موقع يوتيوب.
- بيو دي باي هو معلق ألعاب فيديو.

## عربيا
- مالك نجر مصمم ومنتج رسوم متحركة اشتهر من خلال تقديمه مسلسل مسامير.